# Südschwarzwald
Südschwarzwald este o arie protejată (sit de importanță comunitară — SCI, arie de protecție specială avifaunistică — SPA) din Germania întinsă pe o suprafață de 33.515,91 ha, integral pe uscat.

## Localizare
Centrul sitului Südschwarzwald este situat la coordonatele 47°49′21″N 8°02′02″E / 47.8225°N 8.0339°E.

## Înființare
Situl Südschwarzwald a fost declarat arie de protecție specială avifaunistică în noiembrie 2007 pentru a proteja 21 de specii de animale. Situl a fost protejat și ca sit de importanță comunitară în noiembrie 2007.

## Biodiversitate
Situată în ecoregiunea continentală, aria protejată nu include niciun habitat protejat.
La baza desemnării sitului se află mai multe specii protejate de  păsări (21): minunița (Aegolius funereus), cocoșul de mesteacăn (Bonasa bonasia), buha (Bubo bubo), Carduelis citrinella, porumbel de scorbură (Columba oenas), ciocănitoare neagră (Dryocopus martius), presură de munte (Emberiza cia), Falco peregrinus peregrinus, șoimul rândunelelor (Falco subbuteo), ciuvică (Glaucidium passerinum), sfrâncioc roșiatic (Lanius collurio), ciocârlie de pădure (Lullula arborea), gaia neagră (Milvus migrans), viespar (Pernis apivorus), pitulice de munte (Phylloscopus bonelli), ciocănitoare de munte (Picoides tridactylus), ciocănitoare verzuie (Picus canus), mărăcinar (Saxicola rubetra), mărăcinar negru (Saxicola torquatus),  cocoș de munte (Tetrao urogallus), mierlă gulerată (Turdus torquatus)